# Pediasia angulilinea
Pediasia angulilinea là một loài bướm đêm trong họ Crambidae.